# (840) Zenobia

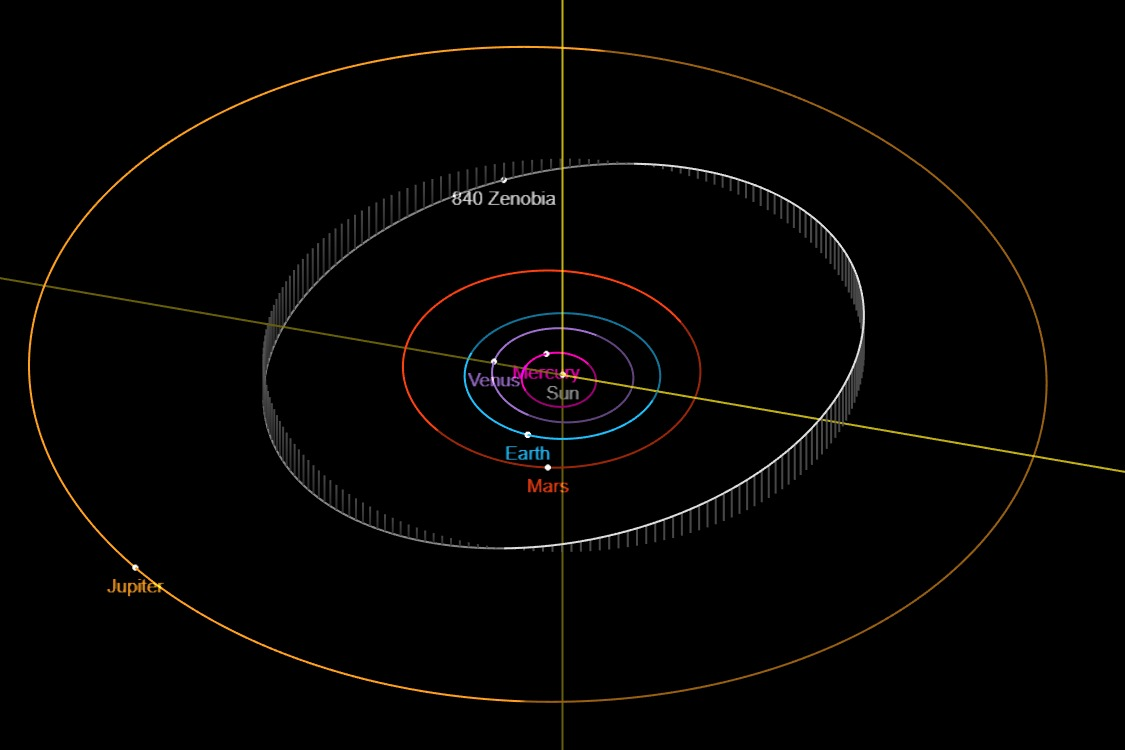
Orbita

(840) Zenobia – planetoida z grupy pasa głównego asteroid okrążająca Słońce w ciągu 5 lat i 205 dni w średniej odległości 3,14 au. Została odkryta 25 września 1916 roku w Landessternwarte Heidelberg-Königstuhl w Heidelbergu przez Maxa Wolfa. Nazwa  pochodzi od Septymii Zenobii, królowej Palmiry. Przed nadaniem nazwy planetoida nosiła oznaczenie tymczasowe (840) 1916 AK.